# Стшельце (Свентокшиське воєводство)
Стшельце (пол. Strzelce) — село в Польщі, у гміні Олесниця Сташовського повіту Свентокшиського воєводства.
Населення — 291 особа (2011).
У 1975-1998 роках село належало до Келецького воєводства.

## Демографія
Демографічна структура на день 31 березня 2011 року:
|          | Загалом | Допрацездатний вік | Працездатний вік | Постпрацездатний вік |
| -------- | ------- | ------------------ | ---------------- | -------------------- |
| Чоловіки | 151     | 33                 | 97               | 21                   |
| Жінки    | 140     | 16                 | 75               | 49                   |
| Разом    | 291     | 49                 | 172              | 70                   |